# Евора (округ)
О́круг Е́вора, або Е́ворський о́круг (порт. Distrito de Évora) — округ у Португалії. Окружний адміністративний центр — місто Евора. Розташований в центрально-південній частині країни. Складова регіону Алентежу. За старим адміністративним поділом, що був чинним до 1976 року, територія округу належала провінції Верхнє Алентежу. Площа — 7393 км². Поділяється на 14 муніципалітетів і 69 парафій. Населення — 168 034 ос. (2011), густота населення — 22,73 осіб/км²
. Код ISO 3166-2 — PT-07.

## Географія
На північному заході межує з округом Сантарен, на півночі — з округом Порталегре, на південному заході — з округом Сетубал, на півдні — з округом Бежа, на сході — з Іспанією.

## Муніципалітети
1. Аландруал
2. Аррайолуш
3. Борба
4. Вендаш-Новаш
5. Віана-ду-Алентежу
6. Віла-Вісоза
7. Евора
8. Ештремош
9. Монтемор-у-Нову
10. Мора
11. Моран
12. Портел
13. Регенгуш-де-Монсараш
14. Редонду